# Vema levinae
Vema levinae är en blötdjursart som beskrevs av Warén 1996. Vema levinae ingår i släktet Vema och familjen Neopilinidae. Inga underarter finns listade i Catalogue of Life.